# 폴로네즈 Op. 26 (쇼팽)

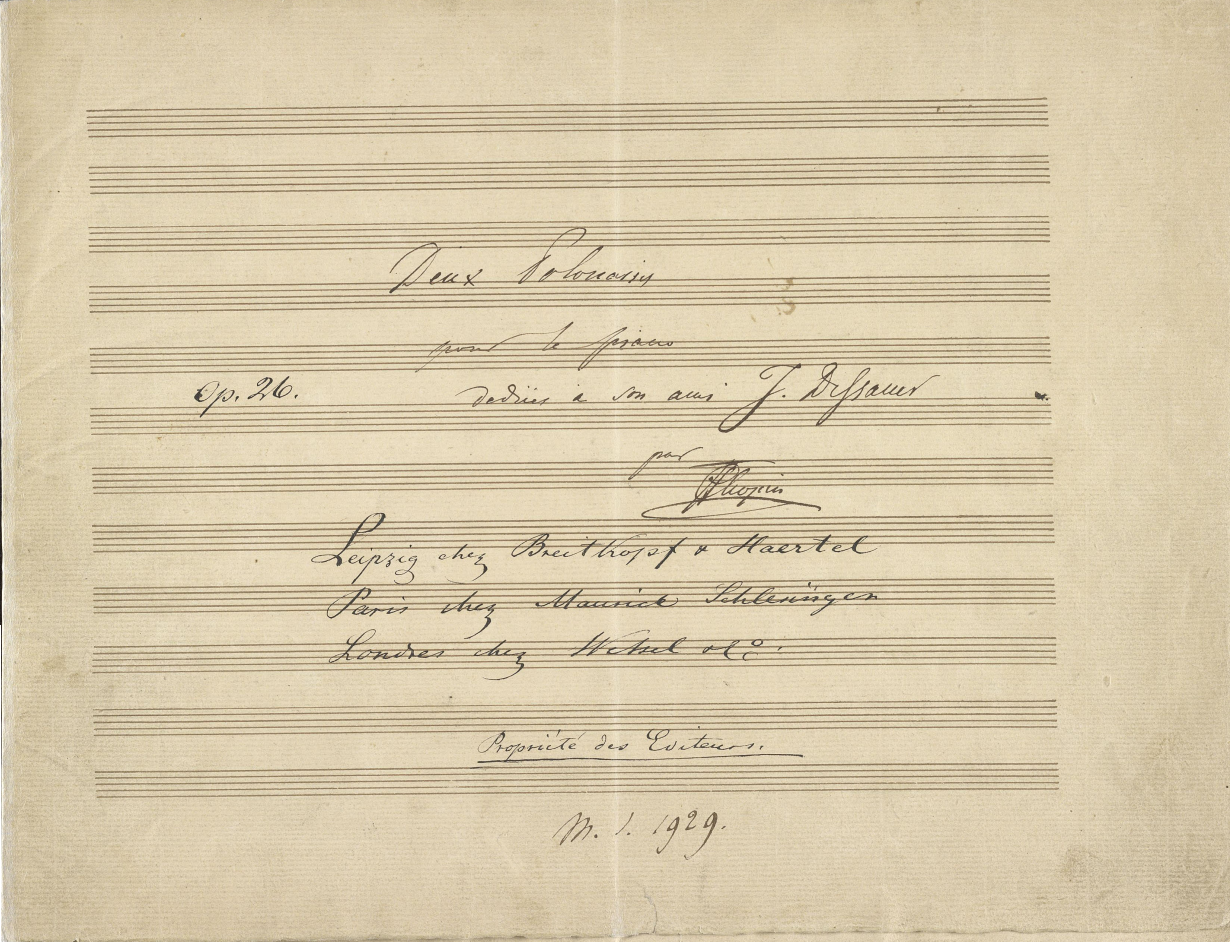

폴로네이즈 올림다단조 Op. 26 No. 1 과 폴로네이즈 내림마단조 Op. 26 No. 2는 1836년 프레데리크 쇼팽이 작곡했다. 둘 다 Josef Dessauer 에게 헌정되었다. 이것은 그의 첫 출판된 폴로네즈였다.

## Op. 26 No. 1
폴로네즈는 올림다단조의 알레그로로 시작되며, 내림차순 옥타브가 선행되는 주요 주제다.